# Мау (округ)
Мау (англ. Mau) — округ в индийском штате Уттар-Прадеш. Административный центр — город Мау. Площадь округа — 1713 км². По данным всеиндийской переписи 2001 года население округа составляло 1 853 997 человек. Уровень грамотности взрослого населения составлял 62,16 %, что немного выше среднеиндийского уровня (59,5 %).